# 張珪 (元)
張 珪（ちょう けい、至元元年（1264年）- 泰定4年12月21日（1328年2月2日））は、モンゴル帝国（大元ウルス）に仕えた漢人の一人。字は公端。

## 概要

### 仕官
張珪は至元16年（1279年）の崖山の戦いで南宋を滅亡に追い込んだことで知られる張弘範の息子で、若い頃一人で虎を仕留めるほど勇敢な人物として知られていた。張弘範は崖山で南宋軍残党に勝利を収めた時、海に身を投げようとした南宋の礼部侍郎の鄧光薦を救い出して張珪の師とした。南宋を完全に平定した張弘範の軍団が北方に帰還すると、張珪は16歳の若さで攝管軍万戸の地位を得た。
至元17年（1280年）、昭勇大将軍・管軍万戸の地位を授かり、父の虎符を受け継いだ。この頃張弘範は危篤状態にあり、死期を悟った張弘範は親しい者たちと別れを告げた後、張珪に自らがクビライより与えられた剣と甲冑を譲りそのまま亡くなったと伝えられている。張弘範の死後、張珪はクビライに召し出され厚く下賜を受けたが、張珪はそれを従者たちに分け与えたという。至元19年（1282年）、太平・宣州・徽州一帯で盗賊が起こったため、行省は張珪に討伐を命じた。討伐軍の兵卒はしばしば戦意が低く民家を略奪するような者もいたため、張珪はそのような者たちを厳しく処罰しようやく盗賊を平定した。
至元29年（1292年）、張珪は入朝したが、この頃「天下はほぼ定まっており、行枢密院（軍事を司る枢密院の出先機関）は廃止すべきではないか」との進言が張瑄らによってなされていた。枢密副使のアンバイが張珪にこの件について意見を求めたところ、「上（皇帝）に直接見えてこれについて述べる」と答えたという。そこで張珪は召し出されると、「たとえ行院を廃止すべきであっても、張瑄が進言すべきことではありません」と述べたため、結局この時点で行枢密院が廃止されることはなかった。その後枢密副使の地位を得たが、太傅ウルルク・ノヤン（ウズ・テムル）は「張珪はまだ年少であり、しばらく試して用いるべきと分かるまで待つべきである」とクビライに進言した。これに対し、クビライは「張珪の家は金を滅ぼし、南宋を滅ぼすのに3世代に渡って死力を尽くしてきたというのに、これを各しむというのか」と述べて進言を退け、張珪は重ねて鎮国上将軍・江淮行枢密副使の地位を授けられた。
元貞元年（1295年）、オルジェイトゥ・カアン（成宗テムル）が即位すると遂に行院は廃止された。大徳3年（1299年）、使者を天下に巡行させることになった時、張珪は川陝地方に派遣され、現地で民が病や貧困に苦しんでいる様を見て、冗官の罷免や貪官汚吏の処罰を行った。朝廷への帰還後、江南行御史台侍御史に任じられ、更に浙西肅政廉訪使に移った。その後、江南行台御史中丞を経て陝西行台中丞ともされているが、現地に赴任しなかった。

### 権臣との対立
大徳11年（1307年）、クルク・カアン（武宗カイシャン）が即位した後、詹事などの地位を授けられたが、辞して職に就くことはなかった。その後、クビライの時代以来に尚書省が設置されると中丞の人選が問題となり、クルク・カアンの弟で皇太子のアユルバルワダ（後の仁宗ブヤント・カアン）が推薦したことで張珪が中丞に任命された。至大4年（1311年）、クルク・カアンが急死すると即日ブヤント・カアンが即位したが、その実権は母后ダギが握っている状態であり、ダギの住まう隆福宮のために大礼が行われた。これに対し、張珪は「大明殿で行うべきである｣と上奏しようとしたが、御子大夫はこれをとどめて ｢議して既に定まったことであり、百度上奏しても無益である」と述べた。しかし、張珪は「未だ一度も上奏していないのに、無益と分かるものか!」と述べて入奏し、これを聞いたブヤント・カアンは張珪の正しさを認め大明殿で行うよう指示した。
ブヤント・カアンの即位式後、張珪はジスン衣・金帯を下賜され、皇慶元年（1312年）には栄禄大夫・枢密副使の地位を得た。この頃、徽政院使のシレムンは洪城軍を興聖宮（=ダギ）に隷属させ、自らがこれを率いるよう枢密院に要請した。多くの者はシレムンとその後ろ盾であるダギの権勢を恐れて要請を受けようとしたが、張珪は断固としてこれを断り、結局この計画は成就しなかった。延祐2年（1315年）、中書平章政事となり、無駄な官を削減することなどを上奏し採用されている。また、教坊使のヨウジュが礼部尚書となった時、張珪は｢伶人などを宗伯として、何を以て後世に示すというのか」と述べてこれを諌めたという。
この頃、皇太后ダギは側近の部下であるテムデルを中書省の最高職である中書右丞相に、万戸の別薛を参知行省政事としたが、張珪は両名がその器でないとしてこれを批判した。この時、皇太后ダギとブヤント・カアンは上都から大都への季節移動の途中であり、居庸関で張珪の批判を聞いた皇太后ダギは怒り、張珪を呼び出して叱責した上で杖刑に処した。張珪は仗刑のため傷つき輿で自宅に帰り、息子の張景元は宿衛で符璽を掌るためにほとんど自宅に戻っていなかったが、事情を知って急ぎ帰宅することを請うた。そこで初めて事情を知ったブヤント・カアンは驚いて張景元を労わったところ、張景元はただ頷いて号泣し何も言わなかったという。そこでブヤント・カアンは張珪に酒を賜り、大司徒の地位を授けようとしたが、張珪は病を理由に謝絶し自宅で療養を続けた。それから数年たち、延祐6年（1319年）の張珪の誕生日にブヤント・カアンは御衣を賜った。
その後ブヤント・カアンが亡くなると息子のゲゲーン・カアン（英宗シデバラ）が即位したが、相変わらず政治の実権は皇太后ダギとテムデルに握られていた。この頃、テムデルはかつて自らを弾劾した蕭バイジュ・楊ドルジ・賀バヤンらを私怨で処刑したが、張珪はこれを非難している。皇太后の専制を嫌っていたゲゲーン・カアンはダギとテムデルの死後にその側近たちを排除して親政を始め、その一環として至治2年（1322年）に張珪を召し出して集賢大学士に任命した。

### 晩年
しかし、ゲゲーン・カアンの反対派への強硬な姿勢は反発を呼び、至治3年（1323年）8月にかつてテムデルと親しかった御子大夫テクシがゲゲーン・カアンを弑逆するという事件が起こった（南坡の変）。この時、張珪は夜間に部門に入って中書堂に座し、逆犯たちに符印が奪われないよう目を光らせた。逆賊の首魁が捕らえられた時、テムデルの息子ソナムのみは流罪にすべきではないかという意見が出たが、張珪は「法において、強盗は主従で罪を変えることはない」として反対し、遂にソナムも処刑された。
ブヤント・カアンの息子はゲゲーン・カアンしかおらず、ゲゲーン・カアンには子供がいなかったため、遠縁でモンゴル高原を統括していた晋王イェスン・テムルが次の皇帝に選ばれた。張珪は枢密院・御史台・翰林・集賢両院の官とともに今後の方策について協議し、泰定元年（1324年）6月に上都に滞在していたイェスン・テムル・カアンの下を訪れて協議内容を上奏した。上奏の内容は賜田（＝投下領）の返還などについであったが、結局イェスン・テムル・カアンはこれを受け容れることがなかったという。それからほどなくして張珪の病は悪化し、手助けなくして歩くのも困難となった。そのため、詔により謁見時の拝跪を免じた上で小車で殿門下まで至ることを許された。この頃、イェスン・テムル・カアンは初めて経筵を開き、左丞相と張珪に管轄させ、張珪は翰林学士呉澄を推薦して顧問とした。泰定2年（1325年）夏、旨を得てしばし家に帰した。
泰定3年（1326年）春、イェスン・テムル・カアンは使者を派遣して張珪を召し出し、民間のことについて尋ねた。そこで張珪は「臣は老いて客も少なく、遠くのことを知ることはできません。しかし、真定・保定・河間地方については臣の郷里であり、民の飢えが甚だしいことを知っています。朝廷が金帛を与えるといっても、その恩恵は10人中5,6人に及びません」と述べたため、イェスン・テムル・カアンは餓民の救援を有司に命じたという｡ 張珪は翰林学士承旨・知制誥兼修国史の地位を授けられた他、張珪の病状を察したイェスン・テムル・カアンにより西山での療養を命じられた。それからほどなく、張珪を中書省で抜擢する話が起こったが、病の重い張珪はこれを受けられず、泰定4年12月乙卯（1328年2月2日）に亡くなった。

## 順天張氏
|  |  |        |        |        |        |        |        |  |  |        |        |        |        |        |        |        |        |        |        |        |        | 張柔   |        |        |        |        |        |        |        |        |        |        |        |        |        |        |        |        |        |        |        |        |        |        |        |        |        |        |        |  |  |  |  |  |  |  |  |  |  |  |  |  |  |  |  |  |  |  |  |  |  |  |  |  |  |  |  |  |  |  |  |  |  |
|  |  |        |        |        |        |        |        |  |  |        |        |        |        |        |        |        |        |        |        |        |        |        |        |        |        |        |        |        |        |        |        |        |        |        |        |        |        |        |        |        |        |        |        |        |        |        |        |        |        |  |  |  |  |  |  |  |  |  |  |  |  |  |  |  |  |  |  |  |  |  |  |  |  |  |  |  |  |  |  |  |  |  |  |
|  |  |        |        |        |        |        |        |  |  |        |        |        |        |        |        |        |        |        |        |        |        |        |        |        |        |        |        |        |        |        |        |        |        |        |        |        |        |        |        |        |        |        |        |        |        |        |        |        |        |  |  |  |  |  |  |  |  |  |  |  |  |  |  |  |  |  |  |  |  |  |  |  |  |  |  |  |  |  |  |  |  |  |  |
|  |  | 張弘基 | 張弘基 | 張弘基 | 張弘基 | 張弘基 | 張弘基 |  |  | 張弘正 | 張弘正 | 張弘正 | 張弘正 | 張弘正 | 張弘正 |        |        | 張弘彦 | 張弘彦 | 張弘彦 | 張弘彦 | 張弘彦 | 張弘彦 |        |        | 張弘規 | 張弘規 | 張弘規 | 張弘規 | 張弘規 | 張弘規 |        |        | 張弘略 | 張弘略 | 張弘略 | 張弘略 | 張弘略 | 張弘略 |        |        | 張弘範 | 張弘範 | 張弘範 | 張弘範 | 張弘範 | 張弘範 |        |        |  |  |  |  |  |  |  |  |  |  |  |  |  |  |  |  |  |  |  |  |  |  |  |  |  |  |  |  |  |  |  |  |  |  |
|  |  | 張弘基 | 張弘基 | 張弘基 | 張弘基 | 張弘基 | 張弘基 |  |  | 張弘正 | 張弘正 | 張弘正 | 張弘正 | 張弘正 | 張弘正 |        |        | 張弘彦 | 張弘彦 | 張弘彦 | 張弘彦 | 張弘彦 | 張弘彦 |        |        | 張弘規 | 張弘規 | 張弘規 | 張弘規 | 張弘規 | 張弘規 |        |        | 張弘略 | 張弘略 | 張弘略 | 張弘略 | 張弘略 | 張弘略 |        |        | 張弘範 | 張弘範 | 張弘範 | 張弘範 | 張弘範 | 張弘範 |        |        |  |  |  |  |  |  |  |  |  |  |  |  |  |  |  |  |  |  |  |  |  |  |  |  |  |  |  |  |  |  |  |  |  |  |
|  |  |        |        |        |        |        |        |  |  |        |        |        |        |        |        |        |        |        |        |        |        |        |        |        |        |        |        |        |        |        |        |        |        |        |        |        |        |        |        |        |        |        |        |        |        |        |        |        |        |  |  |  |  |  |  |  |  |  |  |  |  |  |  |  |  |  |  |  |  |  |  |  |  |  |  |  |  |  |  |  |  |  |  |
|  |  |        |        |        |        |        |        |  |  |        |        |        |        |        |        |        |        | 張玠   | 張玠   | 張玠   | 張玠   | 張玠   | 張玠   |        |        | 張瑾   | 張瑾   | 張瑾   | 張瑾   | 張瑾   | 張瑾   |        |        | 張琰   | 張琰   | 張琰   | 張琰   | 張琰   | 張琰   |        |        | 張珪   | 張珪   | 張珪   | 張珪   | 張珪   | 張珪   |        |        |  |  |  |  |  |  |  |  |  |  |  |  |  |  |  |  |  |  |  |  |  |  |  |  |  |  |  |  |  |  |  |  |  |  |
|  |  |        |        |        |        |        |        |  |  |        |        |        |        |        |        |        |        | 張玠   | 張玠   | 張玠   | 張玠   | 張玠   | 張玠   |        |        | 張瑾   | 張瑾   | 張瑾   | 張瑾   | 張瑾   | 張瑾   |        |        | 張琰   | 張琰   | 張琰   | 張琰   | 張琰   | 張琰   |        |        | 張珪   | 張珪   | 張珪   | 張珪   | 張珪   | 張珪   |        |        |  |  |  |  |  |  |  |  |  |  |  |  |  |  |  |  |  |  |  |  |  |  |  |  |  |  |  |  |  |  |  |  |  |  |
|  |  |        |        |        |        |        |        |  |  |        |        |        |        |        |        |        |        |        |        |        |        |        |        |        |        |        |        |        |        |        |        |        |        |        |        |        |        |        |        |        |        |        |        |        |        |        |        |        |        |  |  |  |  |  |  |  |  |  |  |  |  |  |  |  |  |  |  |  |  |  |  |  |  |  |  |  |  |  |  |  |  |  |  |
|  |  |        |        |        |        |        |        |  |  |        |        | 張景武 | 張景武 | 張景武 | 張景武 | 張景武 | 張景武 |        |        | 張景魯 | 張景魯 | 張景魯 | 張景魯 | 張景魯 | 張景魯 |        |        | 張景哲 | 張景哲 | 張景哲 | 張景哲 | 張景哲 | 張景哲 |        |        | 張景元 | 張景元 | 張景元 | 張景元 | 張景元 | 張景元 |        |        | 張景丞 | 張景丞 | 張景丞 | 張景丞 | 張景丞 | 張景丞 |  |  |  |  |  |  |  |  |  |  |  |  |  |  |  |  |  |  |  |  |  |  |  |  |  |  |  |  |  |  |  |  |  |  |